# 中村太郎 (大久保利通従者)
中村 太郎（なかむら たろう、嘉永5年（1852年） - 明治11年（1878年）5月14日）は、初代内務卿・大久保利通の従者。
大坂の生まれだが、親のない捨て子であったのを大久保に拾われて「中村太郎」の名を与えられたという。以後は大久保によく仕え、二頭立ての馬車を引く際には御者を務めた。明治11年（1878年）5月14日、赤坂仮皇居へ向かう途中に島田一郎・長連豪ら不平士族6名に襲われて大久保は殺害され、自身も喉を突かれて殺害された（紀尾井坂の変）。
5月17日、青山墓地に設けられた祭典場で大久保とともに葬所式が行なわれ、「中村太郎及び馬の遺骸も、大久保のすぐかたわらに埋葬された」。